# Psychotria rondonii
Psychotria rondonii är en måreväxtart som beskrevs av Piero G. Delprete. Psychotria rondonii ingår i släktet Psychotria och familjen måreväxter. Inga underarter finns listade i Catalogue of Life.